# منتهى الأرب في لغة العرب
منتهى الأرب في لغة العرب هو كتاب شامل وأصيل يعد من أهم القواميس العربية الفارسية، وذلك لاختياره أفضل المرادفات الفارسية للكلمات العربية وقدرته على الاستجابة لاحتياجات المترجمين في ترجمة النصوص الشعرية والنثرية العربية الكلاسيكية، وقد نال اهتماماً أكبر من غيره من القواميس العربية الفارسية.
لقد طُبع هذا الكتاب لأول مرة في بومباي منذ مائتي عام. مؤلفه هو عبد الرحيم بن عبد الكريم الصففوري الشيرازي، الذي بدأ في تأليف قاموسه على أساس قاموس اللغة للفيروزآبادي، ثم أكمله بالاستعانة بقواميس أخرى.
جاء في مقدمة قاموس دهخدا عن كتاب منتهى الأرب: "يُعتبر هذا الكتاب الآن من أنسب وأضخم القواميس العربية الفارسية في الهند وإيران، وكان المصدر الرئيسي للدليل في عمل تأليف فرهنك ناظم الأتباع النفيسي في إيران وقاموس أناندراج في الهند".